# 液量盎司
液量盎司（缩写为fl oz、fl.oz、或oz.fl.，旧式℥，fl℥，f℥，ƒ℥）是通常用于测量液体的体积单位（也称为容量）。 在整个历史中，已经使用了各种定义，如今常用的只有两种：英制和美制液量盎司。
一英制液量盎司是英制品脱的1⁄20，英制加仑的1⁄160，大约28.41毫升。
一美制液量盎司是美制液量品脱的1⁄16，美制液量加仑的1⁄128，大约29.57毫升，其比英制液量盎司大4.08%。
液量盎司与作为重量或质量单位的盎司不同，在上下文中含义明确的情况下，简称 "盎司"，例如瓶子里的盎司。

## 历史
液量盎司最初是指某种物质（如葡萄酒（英国）或水（苏格兰））所占的体积。所谓的盎司还根据流体测量系统而变化，例如用于葡萄酒或啤酒的测量。
数世纪以来，人们使用了各种不同的盎司，包括塔式盎司、金衡制盎司、常衡制盎司，以及国际贸易中使用的盎司，如巴黎金衡制，这种情况因中世纪的 "余量 "说法而进一步复杂化，根据这种说法，一个计量单位不一定等于其各部分之和。例如，364磅重的羊毛袋（165千克）可为袋子和其他包装材料的重量提供14磅的余量（6.4千克）。
1824年，英国议会将英制加仑定义为标准温度下10磅水的体积。每加仑分为四夸脱，夸脱分为两品脱，品脱分为四及耳，及耳分为五盎司。 因此，每加仑有160盎司英制液量盎司。
这样一来，一盎司水的质量约为1盎司（28.35克），英制加仑的定义略微修改为4.54609升（使英制盎司正好为28.4130625毫升），这种关系在今天仍然存在。
美制液量盎司是以美制加仑为基础的，而美制加仑又是以1824年以前英国使用的231立方英寸的酒加仑为基础的。随着国际英寸的采用，美制液量盎司变成了1⁄128加仑×231立方英寸×（2.54厘米/英寸）3=29.5735295625毫升，比英制单位大4%。

## 定义和换算
英制液量盎司
| 1 英制液量盎司 | = | 1⁄160                | 英制加仑             |
|                | = | 1⁄40                 | 英制夸脱             |
|                | = | 1⁄20                 | 英制品脱             |
|                | = | 1⁄10                 | 英制杯               |
|                | = | 1⁄5                  | 英制及耳             |
|                | = | 8                    | 英制液量打兰         |
|                | = | 28.4130625           | 毫升[3]              |
|                | ≈ | 1.733871455          | 立方英寸             |
|                | ≈ | 0.960759940          | 美制液量盎司         |
|                | ≈ | 1常衡盎司水的体积[2] | 1常衡盎司水的体积[2] |
美制液量盎司
| 1 美制液量盎司 | = | 1⁄128         | 美制加仑     |
|                | = | 1⁄32          | 美制夸脱     |
|                | = | 1⁄16          | 美制品脱     |
|                | = | 1⁄8           | 美制杯       |
|                | = | 1⁄4           | 美制及耳     |
|                | = | 2             | 美制湯匙     |
|                | = | 6             | 美制茶匙     |
|                | = | 8             | 美制液量打兰 |
|                | = | 1.8046875     | 立方英寸[4]  |
|                | = | 29.5735295625 | 毫升         |
|                | ≈ | 1.040842731   | 英制液量盎司 |